# Николаево
Николаево (болг. Николаево) — город в Болгарии. Находится в Старозагорской области, входит в общину Николаево. Население составляет 3133 человека (2022).

## Политическая ситуация
Кмет (мэр) общины Николаево — Косё Христов Косев (Болгарская социалистическая партия (БСП)) по результатам выборов в правление общины.